# Biegeschlaff
Biegeschlaffe Bauteile (auch bezeichnet als forminstabile, formlabile oder nicht formstabile Bauteile) sind gekennzeichnet durch einen niedrigen Elastizitätsmodul, geringe Dehnsteifigkeit und daher große Verformungen bereits infolge geringer Kraft- und Momentbeanspruchung.
Sie können nach der Geometrie unterschieden werden in
- langgestreckte Bauteile (Voll-, Hohlzylinder)
- flächige Bauteile (Matten, Folien) oder
- blockförmige Bauteile (Gummilager, Polster).